# Rickie Lambert
Pour les articles homonymes, voir Lambert.
Rickie Lee Lambert, né le 16 février 1982, est un footballeur anglais qui évolue au poste d'attaquant.
Il commence sa carrière pro en 1999 à Blackpool puis enchaine plusieurs saisons dans les divisions inférieures de la Premier League. En 2009, l'attaquant est recruté par Southampton où il devient un joueur emblématique de 2009 à 2014, équipe avec laquelle il marque 117 buts, la faisant remonter en Premier League et obtient sa première sélection en équipe nationale Anglaise.
Après une saison réussie, il rejoint Liverpool, un des meilleurs clubs anglais pour la saison 2014-2015, afin d'apporter de l'expérience mais son passage tourne court malgré plusieurs apparitions. Il ne marque que 4 buts en 36 matchs toutes compétitions confondues.
La saison suivante Rickie Lambert est transféré à West Bromwich puis à Cardiff City pour sa dernière saison en tant que professionnel.

## Biographie

### En club
Rickie Lambert est un avant-centre au parcours atypique. Bien que puissant, fort sur ses jambes, son passage au centre de formation de Liverpool est un échec, il lui est rapidement annoncé qu'il n'a pas le niveau pour devenir professionnel.
Pourtant en août 1998, à l'âge de seize ans, Lambert signe un contrat avec le club de Blackpool. Mais il lui faut attendre la saison 1999-2000 pour participer à un match de championnat de Football League Second Division. Il dispute trois matchs en tant que remplaçant. En novembre 2000, son contrat n'est pas renouvelé et il reste environ quatre mois sans club.
C'est alors qu'il va inscrire but sur but à Manchester. En mars 2001, il est contacté par Macclesfield Town, club de Football League Third Division. Lors de sa première saison avec le club de Macclesfield, il ne joue que neuf matchs mais dès la saison suivante (2001-2002), il joue plus régulièrement, et inscrit dix buts en quarante matchs. Gagnant seulement deux cent cinquante euros par semaine, il travaille dans une usine de conditionnement de betteraves, pour vingt-trois euros la journée, afin de compléter ses revenus. En avril 2002, il signe un contrat pour Stockport County (Football League Second Division). Il reste avec le club de Stockport jusqu'en février 2005, date à laquelle il rejoint Rochdale, club de Football League Two. Lors de la saison 2005-2006, il marque vingt-deux buts en quarante-six matchs.
Le 31 août 2006, il signe pour Bristol Rovers, alors en Football League Two. À la fin de la saison 2006-2007, le club est promu et accède à la Football League One, le troisième niveau anglais. En championnat, en trois saisons, il marque cinquante-et-un buts pour son club de Bristol. La dernière année, avec vingt-neuf buts marqués, il est sacré meilleur buteur du championnat. C'est à cette période qu'il peut quitter son job d'appoint. 
Le 10 août 2009, Lambert signe pour Southampton, qui végète à l'époque en League One. Pour la première fois, il s'astreint à avoir un comportement de professionnel et devient, alors, un redoutable buteur. Il participe grandement au retour parmi l'élite du Southampton FC. Pas très rapide mais très prolifique dans la surface, durant la saison 2009-2010, il est le meilleur buteur de la division, pour la seconde année consécutive, avec trente buts en quarante-cinq matchs. La saison suivante, il est le meilleur buteur de son club, avec vingt et un buts en quarante-cinq matchs (terminant troisième du classement des buteurs). Deuxième du championnat, le club est promu en Football League Championship, le deuxième niveau national, grâce aux buts qu'il inscrit avec son partenaire en attaque Lee Barnard (en).
La saison 2011-2012, le succès est toujours là. Il marque pour son club de Southampton en Championship, vingt-sept buts, devenant le meilleur buteur du championnat, dès sa première année à ce niveau. Il réalise, par exemple, quatre coups du chapeau : le premier le 10 septembre 2011 lors d'un match contre Nottingham Forest, le deuxième le 19 novembre contre Brighton, le troisième le 25 février 2012 lors d'un match contre Watford et le quatrième le 17 mars contre Millwall. Sa progression est remarquable et remarqué puisque le 11 mars 2012, il est nommé joueur de l'année (en) du Championship. Le Southampton FC termine deuxième à l'issue de la saison et Rickie Lambert accède à la Premier League avec sa formation. 
À trente ans, il découvre l'élite des championnats anglais. Son acclimatation est rapide puisqu'il inscrit quinze buts.
Le 2 juin 2014, Lambert signe à Liverpool pour deux saisons, et fait son retour dans son club formateur mais il ne réussit pas à s'imposer dans l'équipe de Brendan Rodgers qui réalise une mauvaise saison avec une 6e place avec trois buts de Rickie Lambert durant cette saison.
Le 31 juillet 2015, Il rejoint le club de West Bromwich Albion,.
Le 31 août 2016, il rejoint Cardiff City. Il inscrit quatre buts en dix-neuf rencontres avant de rompre son contrat à l'amiable avec le club gallois le 6 juillet 2017.
Le 2 octobre 2017, Rickie Lambert annonce qu'il met un terme à sa carrière sportive.

### En équipe nationale
Le 14 août 2013, à trente et un ans, il honore sa première sélection à l'occasion d'un match amical entre l'Angleterre et l’Écosse (3-2). À la 67e minute, il remplace l'attaquant Wayne Rooney. Deux minutes plus tard, sur son premier ballon, il reprend, de la tête, un corner de Leighton Baines et inscrit le troisième but, celui de la victoire pour sa sélection. Il inscrit à nouveau un but de la tête lors de sa deuxième sélection en équipe nationale, le 6 septembre 2013 face à la Moldavie.
Il est sélectionné par Roy Hodgson, pour faire partie de l'effectif anglais pour la Coupe du monde 2014 au Brésil.

## Statistiques
| Saison                | Club                  | Championnat           | Championnat | Championnat | Championnat | Coupe nationale | Coupe nationale | Coupe nationale | Coupe de la Ligue | Coupe de la Ligue | Coupe de la Ligue | Compétition(s) continentale(s) | Compétition(s) continentale(s) | Compétition(s) continentale(s) | Compétition(s) continentale(s) | Autres compétitions | Autres compétitions | Autres compétitions | Angleterre | Angleterre | Angleterre | Total | Total | Total |
| Saison                | Club                  | Division              | M.          | B.          | P.d.        | M.              | B.              | P.d.            | M.                | B.                | P.d.              | Comp.                          | M.                             | B.                             | P.d.                           | M.                  | B.                  | P.d.                | M.         | B.         | P.d.       | M.    | B.    | P.d.  |
| 1999-2000             | Blackpool FC          | Championship          | 3           | 0           | 0           | -               | -               | -               | -                 | -                 | -                 | -                              | -                              | -                              | -                              | -                   | -                   | -                   | -          | -          | -          | 3     | 0     | 0     |
| 2000-2001             | Blackpool FC          | Championship          | -           | -           | -           | -               | -               | -               | -                 | -                 | -                 | -                              | -                              | -                              | -                              | -                   | -                   | -                   | -          | -          | -          | 0     | 0     | 0     |
| Sous-total            | Sous-total            | Sous-total            | 3           | 0           | 0           | -               | -               | -               | -                 | -                 | -                 | -                              | -                              | -                              | -                              | -                   | -                   | -                   | -          | -          | -          | 3     | 0     | 0     |
| 2000-2001             | Macclesfield Town     | League Two            | 9           | 0           | 0           | -               | -               | -               | -                 | -                 | -                 | -                              | -                              | -                              | -                              | -                   | -                   | -                   | -          | -          | -          | 9     | 0     | 0     |
| 2001-2002             | Macclesfield Town     | League Two            | 35          | 8           | 0           | 4               | 2               | 0               | 1                 | 0                 | 0                 | -                              | -                              | -                              | -                              | 1                   | 0                   | 0                   | -          | -          | -          | 41    | 10    | 0     |
| Sous-total            | Sous-total            | Sous-total            | 44          | 8           | 0           | 4               | 2               | 0               | -                 | -                 | -                 | -                              | -                              | -                              | -                              | 1                   | 0                   | 0                   | -          | -          | -          | 49    | 10    | 0     |
| 2002-2003             | Stockport County      | Championship          | 29          | 2           | 2           | -               | -               | -               | 1                 | 0                 | -                 | -                              | -                              | -                              | -                              | 2                   | 0                   | 0                   | -          | -          | -          | 32    | 2     | 2     |
| 2003-2004             | Stockport County      | Championship          | 40          | 12          | 5           | 1               | 0               | 0               | 1                 | 0                 | -                 | -                              | -                              | -                              | -                              | 2                   | 1                   | 0                   | -          | -          | -          | 44    | 13    | 5     |
| 2004-2005             | Stockport County      | League One            | 24          | 2           | 3           | 2               | 0               | 0               | -                 | -                 | -                 | -                              | -                              | -                              | -                              | 2                   | 0                   | 0                   | -          | -          | -          | 28    | 2     | 3     |
| Sous-total            | Sous-total            | Sous-total            | 98          | 18          | 10          | 3               | 0               | 0               | 3                 | 0                 | 0                 | -                              | -                              | -                              | -                              | 6                   | 1                   | 0                   | -          | -          | -          | 110   | 19    | 10    |
| 2005-2006             | Rochdale AFC          | League Two            | 15          | 6           | 1           | -               | -               | -               | -                 | -                 | -                 | -                              | -                              | -                              | -                              | -                   | -                   | -                   | -          | -          | -          | 15    | 6     | 1     |
| 2006-2007             | Rochdale AFC          | League Two            | 46          | 22          | 14          | 1               | 0               | 0               | 1                 | 0                 | 0                 | -                              | -                              | -                              | -                              | 2                   | 0                   | 0                   | -          | -          | -          | 50    | 22    | 14    |
| 2006-2007             | Rochdale AFC          | League Two            | 3           | 0           | 0           | -               | -               | -               | -                 | -                 | -                 | -                              | -                              | -                              | -                              | -                   | -                   | -                   | -          | -          | -          | 3     | 0     | 0     |
| Sous-total            | Sous-total            | Sous-total            | 64          | 28          | 10          | 1               | 0               | 0               | 1                 | 0                 | 0                 | -                              | -                              | -                              | -                              | 2                   | 0                   | 0                   | -          | -          | -          | 68    | 28    | 10    |
| 2006-2007             | Bristol Rovers        | League Two            | 36          | 8           | 0           | 5               | 0               | 0               | -                 | -                 | -                 | -                              | -                              | -                              | -                              | 8                   | 2                   | 0                   | -          | -          | -          | 49    | 10    | 0     |
| 2007-2008             | Bristol Rovers        | League One            | 46          | 13          | 4           | 8               | 6               | 3               | 2                 | 0                 | 0                 | -                              | -                              | -                              | -                              | 1                   | 0                   | 0                   | -          | -          | -          | 57    | 19    | 7     |
| 2008-2009             | Bristol Rovers        | League One            | 45          | 29          | 13          | 2               | 2               | 0               | -                 | -                 | -                 | -                              | -                              | -                              | -                              | 1                   | 0                   | 0                   | -          | -          | -          | 48    | 31    | 13    |
| 2009-2010             | Bristol Rovers        | League Two            | 1           | 1           | 0           | -               | -               | -               | -                 | -                 | -                 | -                              | -                              | -                              | -                              | -                   | -                   | -                   | -          | -          | -          | 1     | 1     | 0     |
| Sous-total            | Sous-total            | Sous-total            | 128         | 51          | 17          | 14              | 6               | 3               | 3                 | 0                 | 0                 | -                              | -                              | -                              | -                              | 10                  | 2                   | 0                   | -          | -          | -          | 155   | 59    | 20    |
| 2009-2010             | Southampton FC        | League One            | 45          | 30          | 13          | 5               | 2               | 5               | 2                 | 1                 | 1                 | -                              | -                              | -                              | -                              | 6                   | 3                   | 0                   | -          | -          | -          | 58    | 36    | 19    |
| 2010-2011             | Southampton FC        | League One            | 45          | 21          | 12          | 4               | 0               | 1               | 4                 | 2                 | 0                 | -                              | -                              | -                              | -                              | 1                   | 0                   | 0                   | -          | -          | -          | 54    | 23    | 13    |
| 2011-2012             | Southampton FC        | Championship          | 42          | 27          | 13          | 2               | 2               | 0               | 4                 | 2                 | 0                 | -                              | -                              | -                              | -                              | -                   | -                   | -                   | -          | -          | -          | 48    | 31    | 13    |
| 2012-2013             | Southampton FC        | Premier League        | 38          | 15          | 6           | -               | -               | -               | -                 | -                 | -                 | -                              | -                              | -                              | -                              | -                   | -                   | -                   | -          | -          | -          | 38    | 15    | 6     |
| 2013-2014             | Southampton FC        | Premier League        | 37          | 13          | 10          | 2               | 1               | 0               | -                 | -                 | -                 | -                              | -                              | -                              | -                              | -                   | -                   | -                   | 7          | 3          | 2          | 46    | 17    | 12    |
| Sous-total            | Sous-total            | Sous-total            | 207         | 106         | 54          | 13              | 5               | 6               | 8                 | 3                 | 1                 | -                              | -                              | -                              | -                              | 7                   | 3                   | 0                   | 7          | 3          | 2          | 242   | 120   | 63    |
| 2014-2015             | Liverpool FC          | Premier League        | 25          | 2           | 2           | 4               | 0               | 0               | 3                 | 0                 | 0                 | C1+C3                          | 3+1                            | 0                              | 0                              | -                   | -                   | -                   | 4          | 0          | 1          | 40    | 2     | 3     |
| Sous-total            | Sous-total            | Sous-total            | 25          | 2           | 2           | 4               | 0               | 0               | 3                 | 0                 | 0                 | -                              | 4                              | 0                              | 0                              | -                   | -                   | -                   | 11         | 3          | 3          | 47    | 5     | 5     |
| 2015-2016             | West Bromwich Albion  | Premier League        | 19          | 1           | 1           | 3               | 0               | 0               | 2                 | 0                 | 0                 | -                              | -                              | -                              | -                              | -                   | -                   | -                   | -          | -          | -          | 24    | 1     | 1     |
| 2016-2017             | West Bromwich Albion  | Premier League        | 1           | 0           | 0           | -               | -               | -               | 1                 | 0                 | 0                 | -                              | -                              | -                              | -                              | -                   | -                   | -                   | -          | -          | -          | 2     | 0     | 0     |
| Sous-total            | Sous-total            | Sous-total            | 20          | 1           | 1           | 3               | 0               | 0               | 3                 | 0                 | 0                 | -                              | -                              | -                              | -                              | -                   | -                   | -                   | -          | -          | -          | 26    | 1     | 1     |
| 2016-2017             | Cardiff City          | Championship          | 18          | 4           | 0           | 1               | 0               | 0               | -                 | -                 | -                 | -                              | -                              | -                              | -                              | -                   | -                   | -                   | -          | -          | -          | 19    | 4     | 0     |
| Sous-total            | Sous-total            | Sous-total            | 18          | 4           | 0           | 1               | 0               | 0               | -                 | -                 | -                 | -                              | -                              | -                              | -                              | -                   | -                   | -                   | -          | -          | -          | 19    | 4     | 0     |
| Total sur la carrière | Total sur la carrière | Total sur la carrière | 607         | 218         | 99          | 43              | 13              | 9               | 21                | 3                 | 1                 | -                              | 4                              | 0                              | 0                              | 30                  | 7                   | 0                   | 11         | 3          | 3          | 716   | 244   | 112   |

## Palmarès

### En club
- Southampton FC
  - Vice-champion d'Angleterre de D2 en 2012.

### Distinctions personnelles
- Meilleur buteur de Championship en 2012 (27 buts)
- Meilleur buteur de League One en 2009 (29 buts, ex aequo avec Simon Cox) et 2010 (30 buts)
- Meilleur joueur de la saison de Championship en 2012
- Membre de l'équipe-type de Championship en 2012
- Membre de l'équipe-type de League One en 2009 et 2010.